# راشل هیلبرت
راشل هیلبرت (Rachel Leigh Hillbert) (متولد ۱۴ مارس ۱۹۹۵) یک مدل آمریکایی است. او بیشتر به خاطر حضور به عنوان یک مدل سخنگوی رسمی برای خط تولید نسل جوان ویکتوریا سیکرت و پینک، و همچنین کمپین لباس‌های شهری شناخته می‌شود. او همچنین در نسخه‌های بین‌المللی مجله‌های زیادی مانند کازماپالیتن، ال و ماری کلر درخشیده است.

## اوایل زندگی
راشل هیلبرت در دبیرستان یک اسکی باز و رقصنده بود تا زمانی که در سن ۱۵ سالگی توسط یک سازمان کشف استعداد کشف شد.

## زندگی حرفه‌ای
در سال ۲۰۱۵ او به عنوان یک شخصیت جزئی در کنار نیکو تورتلا و هیلاری داف , ساتون فاستر در یکی از قسمت‌های سریال تلویزیونی جوانتر بازی کرد. در اوایل همان سال او میزبانی یک تعطیلات بهاری برای شرکت پینک به همراه جیجی حدید و کودی سیمپسون بر عهده گرفت. او همچنین در یک موزیک ویدئوی برجسته از برت الدرج، به عنوان یک پرستار نقش آفرینی کرد.
از اواخر ۲۰۱۵، او رسماً یک مدل سخنگو برای خط تولید نسل جوان ویکتوریا سیکرت و پینک است و در نمایش مد ویکتوریا سیکرت حضور داشت و راه رفت که در دسامبر پخش شد.

## بازی در فیلم

### فیلم‌های تلویزیونی
- ۲۰۱۵: NBA All-Star All-سبک (تلویزیون ویژه)
- ۲۰۱۵: جوان (مجموعه تلویزیونی یک قسمت)
- ۲۰۱۵: نمایش مد راز ویکتوریا

### موزیک ویدئو
- ۲۰۱۵: از دست دادن ذهن من توسط برت الدرچ